# Menhirs du Drény
Les menhirs du Drény, connus aussi sous le nom de La Roche Longue et les Rochers, sont un groupe de trois menhirs situés à Plémy dans le département français des Côtes-d'Armor.

## Description
Les trois menhirs sont situés sur le même axe, ils appartenaient peut-être au même alignement mégalithique.
Les deux menhirs occidentaux, parfois appelés les Rochers, sont distants d'environ 10 m. Ils sont en granite local, de forme pyramidale légèrement aplatie. Le premier menhir mesure 2,50 m de hauteur pour 1,40 m de largeur et 1 m d'épaisseur. Le second menhir mesure 2,35 m de hauteur pour 1,80 m de largeur et 0,95 m d'épaisseur.
En 2015, l'exploitant agricole du champ où ils sont situés entreprit de les déplacer en bordure de champ. Le Service régional de l'Archéologie de Bretagne lui fit restaurer le site après une étude archéologique des fosses de calage demeurées en place. La fosse du menhir le plus à l'ouest fut endommagée lors de l'arrachement du menhir. De forme probablement circulaire à l'origine, elle mesure 1,20 m de diamètre pour une profondeur de 0,70 m. La seconde fosse est de forme ovalaire de 1,90 m sur 1,70 m pour une profondeur de 1 m. Dans les deux cas, la forme et la profondeur des fosses ont été adaptées à la base des menhirs qu'elles accueillent : une base large et plane pour le premier, une base fusiforme et conique pour le second. Dans la seconde fosse, une trentaine de blocs de calage en granite à gros grains ont été retrouvés, dont un pouvant correspondre à un fragment de meule ou de polissoir. Un petit mobilier archéologique composé d'un éclat de silex et de trois tessons de poterie ont été découvert dans le périmètre du sondage.
Le troisième menhir, appelé aussi la Roche Longue est situé à 220 m au nord-est des deux premiers. De forme légèrement aplatie, il mesure 4 m de hauteur pour 2,60 m de largeur à la base et 0,60 à 1,20 m d'épaisseur. Il est également en granite à gros grain d'origine locale. Sa face nord-ouest correspond à une face d'extraction alors que la face opposée, au sud-sud-est, correspond à une surface d'affleurement.
A une dizaine de mètres au sud de la Roche Longue, un bloc de granite couché au sol, de section quadrangulaire (3,70 m de long sur 1,30 m de large et 0,50 m d'épaisseur) pourrait correspondre à un quatrième menhir abattu.